# Saraburi
Pour la province de Thaïlande, voir Province de Saraburi.
Saraburi est une ville de la région Centre de la Thaïlande, chef-lieu de la province de Saraburi.